# トゥルク城

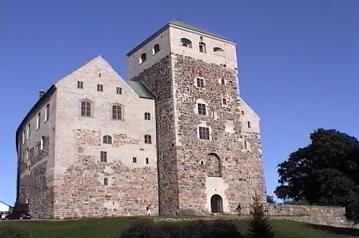
トゥルク城（2005.08）

トゥルク城（トゥルクじょう、Turun linna）は、フィンランドのトゥルクにある同国最古の城である。

## 歴史
1229年にローマ教皇グレゴリウス9世の命によってトゥルクに司教座が置かれ、以降街は繁栄した。1280年頃に城の建設が開始され、主にスウェーデン王国の城として使用されてきた（当時のトゥルクはスウェーデン領である）。トゥルクは、近世までフィンランドの首都であった。この為、スウェーデンは、16世紀のスウェーデン王ヨハン3世の居城としての役目を除いて、都市の防衛の為にトゥルク城を要塞として使用して来たのである。当初は、フィンランドにおける北方十字軍の拠点として、後には、スウェーデンが築いた「バルト帝国」を維持する役目として重要な城となった。
フィンランドに現存する3つの城の一つとして、同国最古の城として現在に至る。

## 現況
当時は、バルト海の海岸線を利用した堀が作られていたが現在はなく、城壁さえもない。また、少し小高い土手に築かれているが、周囲の土地隆起による影響がある。中世の壮大な城という雰囲気はなく、室内も小さくできている。これは、行政・王の居城としての城というよりもトゥルク湾周辺の要塞としての役目を果すことに重点がおかれているからである。城にはフィンランド独立の際に日本より武器支援を受けた大砲が展示されており、日本とも少なからず関係がある（詳細はトゥルクの項を参照）。
日本の旅行会社の主催する北欧ツアーには、必ずと言ってよいほどこの城の見学行程が組み込まれており、日本人も意外に多い。これは、城のすぐ側がトゥルク港であり、そこからバルト海各国へ出港するクルーズ船があるためである。